# Marin Leovac
Marin Leovac (Jajce, Bosnia, 7 de agosto de 1988) es un futbolista bosnio nacionalizado austriaco y croata que juega de defensor para el N. K. Lokomotiva de la Prva HNL.

## Selección
Ha sido internacional con la selección de Croacia en cinco ocasiones.

## Clubes
| Club                     | País    | Año       | Partidos | Goles |
| ------------------------ | ------- | --------- | -------- | ----- |
| F. K. Austria Viena      | Austria | 2009-2014 | 70       | 1     |
| H. N. K. Rijeka          | Croacia | 2014-2015 | 64       | 4     |
| PAOK de Salónica F. C.   | Grecia  | 2015-2018 | 92       | 4     |
| H. N. K. Rijeka (cedido) | Croacia | 2018      | 10       | 0     |
| G. N. K. Dinamo Zagreb   | Croacia | 2018-2022 | 85       | 5     |
| N. K. Osijek             | Croacia | 2022-2023 | 30       | 2     |
| N. K. Lokomotiva         | Croacia | 2023-     | 51       | 0     |

## Palmarés

### Títulos nacionales
| Título                | Club                   | País    | Año  |
| --------------------- | ---------------------- | ------- | ---- |
| Bundesliga de Austria | F. K. Austria Viena    | Austria | 2013 |
| Copa de Croacia       | H. N. K. Rijeka        | Croacia | 2014 |
| Copa de Grecia        | PAOK de Salónica F. C. | Grecia  | 2017 |
| Prva HNL              | G. N. K. Dinamo Zagreb | Croacia | 2019 |
| Supercopa de Croacia  | G. N. K. Dinamo Zagreb | Croacia | 2019 |
| Prva HNL              | G. N. K. Dinamo Zagreb | Croacia | 2020 |
| Prva HNL              | G. N. K. Dinamo Zagreb | Croacia | 2021 |
| Copa de Croacia       | G. N. K. Dinamo Zagreb | Croacia | 2021 |